# 陽極線

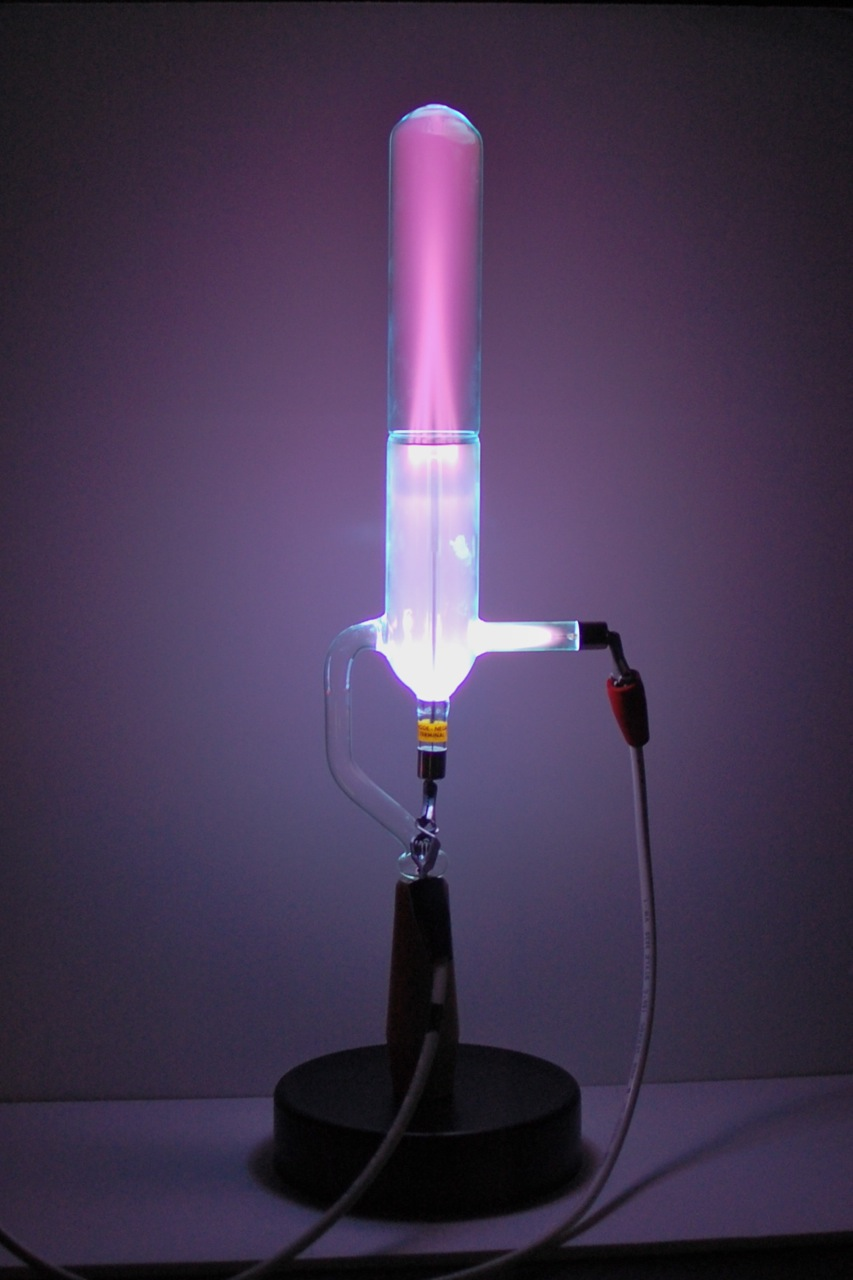
陽極線管において、光線が穴の開いた陰極を通過し、その上にピンク色の輝きが起こる様子

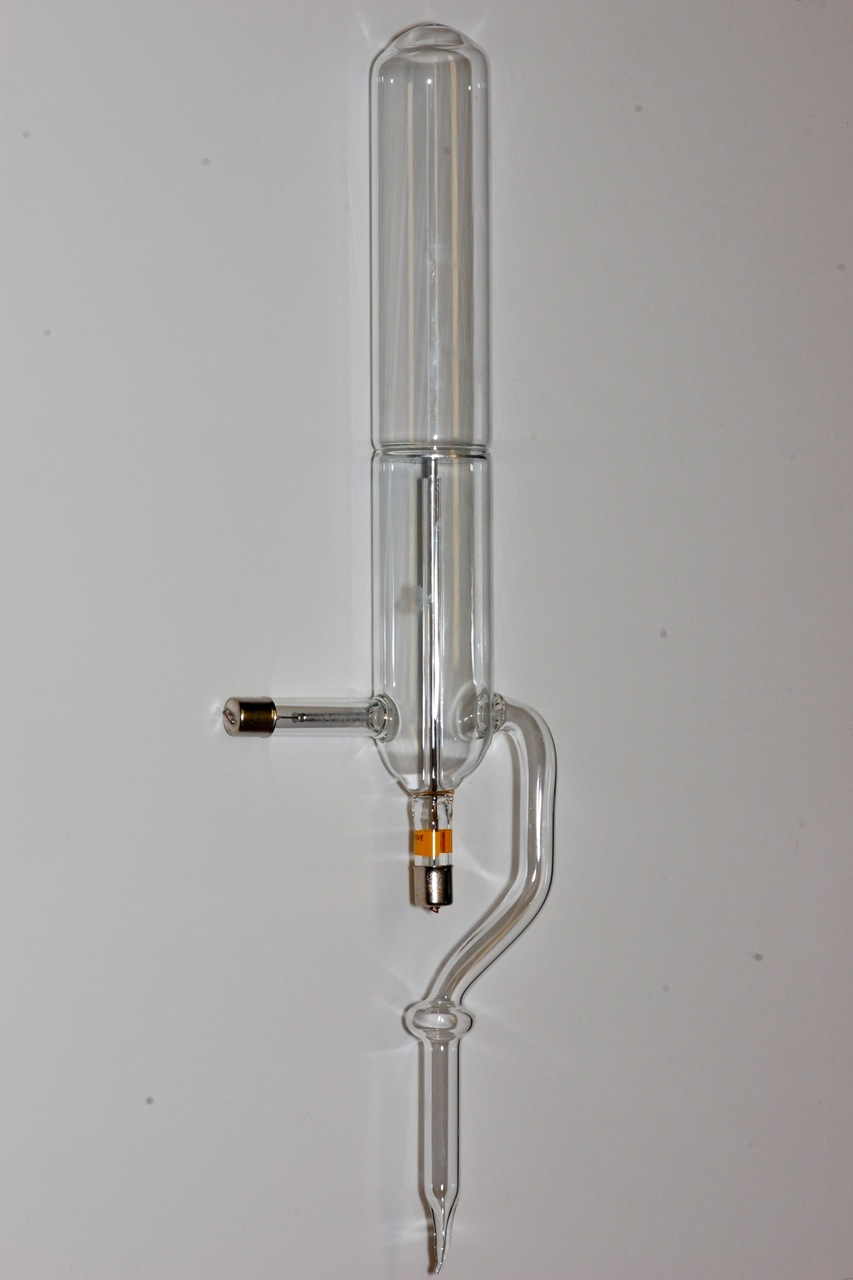
オフにしたときの陽極線管

陽極線（ようきょくせん、anode ray, positive ray, canal ray）は、特定の種類のガス放電管により生成される陽イオンのビームである。1886年にドイツの科学者オイゲン・ゴルトシュタインによりクルックス管で初めて観察された。その後、ヴィルヘルム・ヴィーンとジョゼフ・ジョン・トムソンによる陽極線の研究が質量分析法の開発につながった。

## 陽極線管

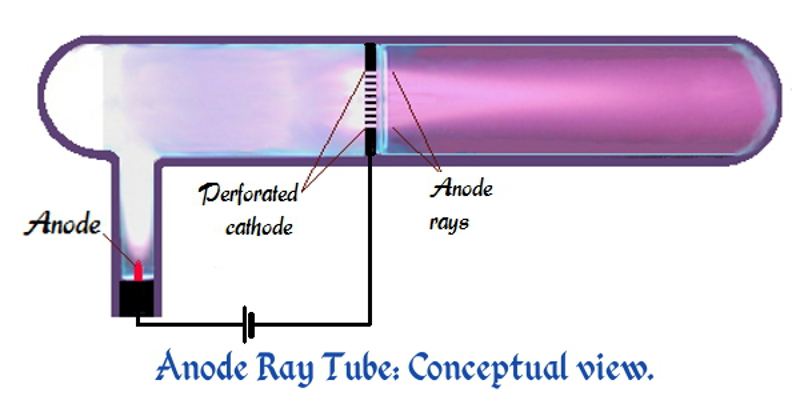
陽極線管の簡略図。穴の開いた陰極の右側に光線が示されている。

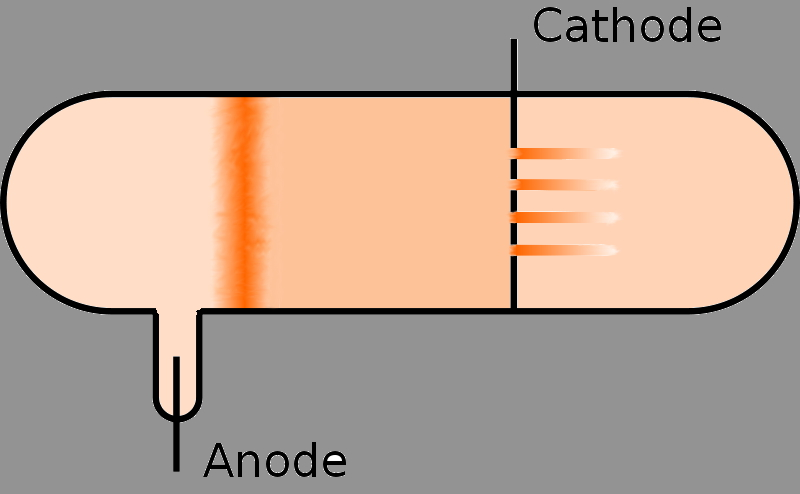
陽極線管の図

ゴルトシュタインは、穴の開いた陰極を備えるガス放電管を使用した。数千ボルトの電位が陰極と陽極の間に印加されると、陰極の後ろにある穴からかすかに光る「光線」が伸びているのが見える。これらの光線は、陽極に向かって移動する電子の流れである「陰極線」とは反対の方向に移動する粒子のビームである。ゴルトシュタインは、これらの光線が陰極の穴又は「チャネル」を通過したため、これらの光線をKanalstrahlen, "channel rays"や"canal rays"と呼んだ。
ガス放電陽極線管において陽極線が形成される過程は次に示すとおりである。高電圧が管に印加されると、放射能などの自然過程により生成され、ガス中に常に存在する少数のイオン（帯電した原子）が、その電場により加速される。これらはガスの原子と衝突し、電子を叩き出し、より多くの陽イオンを生成する。これらのイオンと電子はさらに多くの原子に衝突し、連鎖反応でさらに多くの陽イオンが生成される。陽イオンは全て陰極に引き寄せられ、一部は陰極の穴を通過する。これらが陽極線である。
イオンが陰極に到達するまでに、イオンはガス中の他の原子または分子と衝突するときに化学種をより高いエネルギー準位まで励起するのに十分な速度まで加速されている。これらの原子または分子は、以前のエネルギー準位に戻るときに獲得したエネルギーを放出する。そのエネルギーは光として放射される。蛍光と呼ばれるこの光生成過程は、陰極の後ろの領域に発光を生じさせる。

## 陽極線イオン源
陽極線イオン源は通常、アルカリ金属またはアルカリ土類金属のハロゲン化物でコーティングされた陽極である。十分に高い電位を加えると、アルカリ金属またはアルカリ土類金属のイオンが生成され、その放出は陽極で最も明るく見える。